# Poisenbach
Der Poisenbach ist ein rechter Zufluss der Vereinigten Weißeritz und befindet sich auf dem Gebiet der Gemeinde Bannewitz und der Stadt Freital.

## Verlauf
Der Poisenbach entspringt im Bannewitzer Ortsteil Börnchen auf 390 m ü. NN und fließt zunächst in nördlicher Richtung. In Wilmsdorf schwenkt er nach Nordwesten und fließt durch das Poisental parallel der Staatsstraße 36 in das Döhlener Becken. Der Poisenbach entwässert den 2,22 km² großen Poisenwald an dessen Nordrand. Im Freitaler Stadtteil Niederhäslich fließt er durch das Poisental zwischen Wachtelberg und Windberg. Im Stadtteil Deuben mündet der Deubener Weißeritzmühlgraben, von der Egermühle kommend, in den Poisenbach. Nach etwa 100 weiteren Metern mündet der Poisenbach von rechts bzw. von Süden in die vereinigte Weißeritz.
Insgesamt ist der Poisenbach bei 220 Metern Gefälle rund acht Kilometer lang. Er ist als Gewässer 2. Ordnung klassifiziert.